# Тассароло
Тассароло (італ. Tassarolo, п'єм. Tassareu) — муніципалітет в Італії, у регіоні П'ємонт,  провінція Алессандрія.
Тассароло розташоване на відстані близько 440 км на північний захід від Рима, 95 км на південний схід від Турина, 24 км на південний схід від Алессандрії.
Населення — 664 особи (2014).
Щорічний фестиваль відбувається другої Domenica вересня. Покровитель — Sant'Ambrogio.

## Демографія
Населення за роками:

Станом на 1 січня 2023 року в муніципалітеті офіційно проживав 21 іноземець з 8 країн, серед них 14 громадян країн Євросоюзу.

## Сусідні муніципалітети
- Франкавілла-Бізіо
- Гаві
- Нові-Лігуре
- Пастурана